# Особняк Кокорева
Особняк (усадебный дом) А. В. Кокорева — историческое здание в Пушкине. Построен в 1859 году, перестроен в 1901—1904 гг. Объект культурного наследия регионального значения. Расположен на Московской улице, дом 55.

## История
Первоначальный дом был построен архитектором А. М. Болотовым для князя Дондукова-Корсакова в 1859 году. В 1901 году участок, вместе с соседним, принадлежавшим статскому советнику В. Е. Купферу, выкупил Александр Васильевич Кокорев, сын купца и мецената В. А. Кокорева. Дом был перестроен из ранее существовавшего двухэтажного здания в 1901—1904 гг. по проекту архитектора Сильвио Данини. Архитектор расширил (почти вдвое вдоль улицы) и заново оформил здание. Кокорев умер в 1909 году, дом был выставлен на продажу. Во время Первой мировой войны в доме расположился госпиталь, в котором работали жена, сын и дочь архитектора Данини. После Октябрьской революции в особняке Кокорева разместили техникум с общежитием. С 1958 года размещается Сельскохозяйственный институт, в последние годы здание числилось как 8-й корпус Санкт-Петербургского государственного аграрного университета. Сейчас находится в собственности ЗАО «Корпорация „Петрострой“».

## Архитектура
В облике здания сочетается черты псевдоготики и модерна. Протяжённый фасад зрительно разделён на несколько объёмов. Высокий щипец, остроконечные архивольты и аркатурные пояса относятся к готическим элементам. Утрачена башня с шатром на правом углу фасада, над входом. Фасад богато отделан декоративным полихромным и фигурным кирпичом. Вход в здание оформлен козырьком со сложной композицией из кованого металла. Флигель, пристроенный в глубине участка, предназначался для зимнего сада.